# 双相不锈钢
双相不锈钢（英语：Duplex stainless steel）是一类不锈钢，它们的冶金结构由两相组成，即奥氏体（面心立方晶格）和铁素体（体心立方晶格）大致相等的相。
它们提供更好的耐腐蚀性，特别是氯化物应力腐蚀和氯化物点蚀，并且比标准奥氏体不锈钢（如 A2/304 或 A4/316）具有更高的强度。与奥氏体不锈钢相比，成分的主要区别在于双相钢的铬含量较高，为 20-28%；钼含量较高，最高可达 5%；镍含量较低，最高可达 9%。低镍含量和高强度都具有显著的成本效益。
双相钢广泛用于海上石油和天然气行业的管道系统、歧管、立管等，以及石化行业的管道和压力容器。